# Editorial Guantanamera
La Editorial Guantanamera fue fundada en Sevilla, España. Tuvo su presentación en 2017 durante la Feria Internacional del Libro de La Habana, Cuba, donde se da a conocer con vocación del mayor catálogo de autores cubanos vivos del mundo gestionado por un sello no cubano. Ha publicado más de 150 títulos pertenecientes a otros tantos autores, todos ellos de habla hispana y procedencia cubana. Guantanamera forma parte del grupo editorial Lantia Publishing, empresa tecnológica con sede en Sevilla, España. 

## Historia
El proyecto surge tras el interés de su director editorial, Daniel Pinilla y de Lantia Publishing, por servir de altavoz a la literatura de los autores cubanos en general y de una Generación Invisible en particular, muchos de los cuales no habían logrado publicar ni probar suerte en el mercado internacional de la literatura.
En 2017, tras dar sus primeros pasos centrados en la búsqueda de talento, Editorial Guantanamera se presentó oficialmente con su primer catálogo de obras en la Feria Internacional del Libro de La Habana, donde contó con un puesto propio. Se presentaron algunos libros en el marco del evento, como La calle de la comedia de Eduardo del Llano y Diario de un poeta recién cazado de Jesús David Curbelo. A raíz de esta feria comienza a captar la atención de los medios de comunicación y de una gran variedad de autores cubanos que pronto se interesarían en publicar sus obras con la editorial.
En la Feria del Libro de Londres de 2017, la Editorial Guantanamera hace su aparición en el mercado internacional, algo de lo que se hizo eco la revista Publishers Weekly, dándole así visibilidad y provocando la atención de futuros autores y medios de comunicación, incluidos en Cuba medios como el Diario Granma y en el exterior la Agencia EFE.
En febrero de 2018 la editorial anunció la convocatoria del I Premio Guantanamera, que tiene carácter anual y en el que participan todos los libros que formen parte de su catálogo hasta el mes de mayo del año en curso. La prestigiosa Agencia Literaria Carmen Balcells, fundada por Carmen Balcells y considerada fundamental para el Boom Latinoamericano de los años sesenta y setenta del siglo XX, fue la responsable de seleccionar la obra ganadora. El premio, entregado en septiembre de 2018 en Barcelona, fue a parar a la narradora y poetisa Mariyln Bobes por su excelente obra de literatura feminista Alguien tiene que llorar otra vez.
También en febrero de 2018, la revista 14ymedio, medio independiente cubano fundado por Yoani Sánchez, informó de que algunos de los libros llevados a la Feria del Libro de La Habana por Guantanamera fueron decomisados por las autoridades cubanas por unos problemas aduaneros. 
Dos de los libros del catálogo de Editorial Guantanamera lograron sendos primeros premios en los Latino Book Awards de 2019, en una ceremonia celebrada el 21 de septiembre en Los Ángeles City College, California. Las obras galardonadas fueron La otra isla, de Yoe Suárez y fotografía de portada de René Peña, y Ariete. Antología de la más joven narrativa cubana, coordinada por Raúl Aguiar, profesor cubano en el Centro de Formación Literaria Onelio Jorge Cardoso.